# Stomil Grudziądz
Stomil Grudziądz – polski klub piłkarski z siedzibą w Grudziądzu, założony w 1925 roku. Rozwiązany w 1998 roku.

## Historia
Klub założono w 1925 r. przy fabryce Polski Przemysł Gumowy Towarzystwo Akcyjne, pod nazwą KS PePeGe Grudziądz. W 1930 roku drużyna awansowała do klasy A Pomorskiego ZOPN. Po likwidacji fabryki w 1935 r., drużyna została przejęta przez Pocztowe Przysposobienie Wojskowe i występowała pod nazwą PPW Grudziądz. W 1936 roku klub został wicemistrzem Pomorza za Gryfem Toruń. Po rundzie jesiennej sezonu 1938/39 piłkarze opuścili Pocztowe Przysposobienie Wojskowe i założyli nowy klub: Amatorski Klub Sportowy Grudziądz. 
Zespół występował łącznie 11 sezonów (w latach 1930-1940) w lidze okręgowej będącej przed wojną drugim poziomem rozgrywek w Polsce.
Reaktywowany w 1946 roku ponownie przy fabryce Polski Przemysł Gumowy jako KS Ruch Grudziądz. W 1970 roku fabryka została częścią Stomila i klub zmienił nazwę na KS Stomil Grudziądz. Klub pięciokrotnie grał w III lidze. Klub rozwiązano latem 1998 roku.

## Nazwy
- 1925 – PePeGe (Polski Przemysł Gumowy) Grudziądz
- 1935 – PPW (Pocztowe Przysposobienie Wojskowe) Grudziądz
- 1939 – AKS (Amatorski Klub Sportowy) Grudziądz
- 1946 – Ruch Grudziądz
- 1970 – Stomil Grudziądz

## Sezon po Sezonie
| Sezon          | liga | liga           | Zajęta lokata | Uwagi                                                                                    |
| -------------- | ---- | -------------- | ------------- | ---------------------------------------------------------------------------------------- |
| Lata 1928-1940 |      |                |               |                                                                                          |
| 1928           | IV   | Klasa C        | 1/2           | Awans                                                                                    |
| 1929           | III  | Klasa B        | 1/5           | Awans                                                                                    |
| 1930           | II   | Klasa A        | 5/6           |                                                                                          |
| 1931           | II   | Klasa A        | 4/6           |                                                                                          |
| 1932           | II   | Klasa A        | 5/6           |                                                                                          |
| 1933           | II   | Klasa A        | 3/7           |                                                                                          |
| 1934           | II   | Klasa A        | 3/7           |                                                                                          |
| 1935           | II   | Klasa A        | 4/7           |                                                                                          |
| 1936           | II   | Klasa A        | 2/8           |                                                                                          |
| 1936/1937      | II   | Klasa A        | 6/8           |                                                                                          |
| 1937/1938      | II   | Klasa A        | 7/8           |                                                                                          |
| 1938/1939      | II   | Klasa A        | 7/8           |                                                                                          |
| 1939/1940      | II   | Klasa A        | 4/10          | Sezon nie dokończono z powodu rozpoczęcia II wojny światowej. Rozegrano tylko 2 kolejki. |
| Lata 1962-1978 |      |                |               |                                                                                          |
| 1962           | IV   | Klasa A        | 6/11          |                                                                                          |
| 1962/63        | IV   | Klasa A        | 9/12          |                                                                                          |
| 1963/64        | IV   | Klasa A        | 4/12          |                                                                                          |
| 1964/1965      | IV   | Klasa A        | 7/12          |                                                                                          |
| 1965/1966      | IV   | Klasa A        | 7/13          |                                                                                          |
| 1966/1967      | IV   | Liga okręgowa  | 2/14          |                                                                                          |
| 1967/1968      | V    | Klasa A        | 5/14          |                                                                                          |
| 1968/1969      | V    | Klasa A        | 1/13          | Awans                                                                                    |
| 1969/1970      | IV   | Liga okręgowa  | 13/16         |                                                                                          |
| 1970/1971      | IV   | Liga okręgowa  | 4/16          |                                                                                          |
| 1971/1972      | IV   | Liga okręgowa  | 6/16          |                                                                                          |
| 1972/1973      | IV   | Liga okręgowa  | 4/16          |                                                                                          |
| 1973/1974      | III  | Liga okręgowa  | 7/12          | Spadek                                                                                   |
| 1974/1975      | IV   | Klasa A        | 1/14          |                                                                                          |
| 1975/1976      | IV   | Klasa okręgowa | 3/14          |                                                                                          |
| 1976/1977      | III  | III liga       | 12/14         | Spadek                                                                                   |
| 1977/1978      | IV   | Klasa okręgowa | bd/bd         |                                                                                          |
| Lata 1987-1998 |      |                |               |                                                                                          |
| 1986/1987      | IV   | Klasa okręgowa | 7/14          |                                                                                          |
| 1987/1988      | IV   | Klasa okręgowa | 1/14          | Awans                                                                                    |
| 1988/1989      | III  | III liga       | 14/14         | Spadek                                                                                   |
| 1989/1990      | IV   | Klasa okręgowa | bd/bd         |                                                                                          |
| 1990/1991      | IV   | Klasa okręgowa | bd/bd         | Awans                                                                                    |
| 1991/1992      | III  | III liga       | 9/16          |                                                                                          |
| 1992/1993      | III  | III liga       | 7/16          |                                                                                          |
| 1993/1994      | III  | III liga       | 14/16         | Spadek                                                                                   |
| 1994/1995      | IV   | Klasa okręgowa | bd/bd         |                                                                                          |
| 1995/1996      | IV   | Klasa okręgowa | bd/bd         |                                                                                          |
| 1996/1997      | IV   | IV liga        | 4/16          |                                                                                          |
| 1997/1998      | IV   | IV liga        | 13/16         | Spadek, rozwiązanie drużyny                                                              |

| Oznaczenie kolorami | Liczba sezonów |
| ------------------- | -------------- |
| I poziom ligowy     | 0              |
| II poziom ligowy    | 11             |
| III poziom ligowy   | 7              |
| IV poziom ligowy    | 22             |
| V poziom ligowy     | 2              |
| VI poziom ligowy    | 0              |
| VII poziom ligowy   | 0              |
| VIII poziom ligowy  | 0              |

## Sukcesy
- Wicemistrzostwo Pomorskiego OZPN - 1936
- 7. miejsce w III lidze, grupie gdańskiej - 1992/93
- 9. miejsce w III lidze, grupie gdańskiej - 1991/92
- gra w III lidze: 1976/77, 1988/89, 1991/92, 1992/93, 1993/94

## Wybrani wychowankowie
- Jacek Bobrowicz